# Кёгоку, Нацухико
Нацухико Кёгоку (京極 夏彦; род. 26 марта 1963 года) — японский писатель детективных романов. По двум из его романов были сняты художественные фильмы; роман «Ящик демонов» (Mōryō no Hako) в 1996 г. завоевал 49-ю Премию клуба японских писателей детективного жанра. По данному роману, а также по «Косэцу Хяку Моногатари» были сняты аниме сериалы. Издательство Vertical опубликовало его дебютный роман «Лето Убумэ».

## Биография
Кёгоку родился в Отару, Хоккайдо. Бросив учёбу в Школе дизайна Кувасава, он работал как рекламный агент и учредил дизайнерскую компанию. В 1994 г. издательство Kodansha опубликовало его первый роман «Лето Убумэ» (姑獲鳥の夏). С тех пор он написал много романов и получил две японские литературные премии; в 2003 г. Кёгоку присудили 16-ю премию им. Сюгоро Ямамото за «Нодзоки Кохэйдзи» (覘き小平次), а в 2004 г. — премию им. Сандзюго Наоки за «Ноти но Косэцу Хяку Моногатари» (後巷説百物語).
Большинство его работ касаются ёкаев, существ из японского фольклора; он называет себя исследователем ёкаев. В этом на него значительно повлиял Сигэру Мидзуки (水木しげる), являющийся специалистом по ним. Кёгоку состоит во всемирной ассоциации Мидзуки, посвященной ёкаям.

## Ёкаи
Кёгоку рассматривает фольклор про ёкаев как одну из форм сублимации и использует эту идею в своих романах. Издатели часто рекламируют его произведения как романы о сверхъестественном, и это также отражено в обложках. Однако в самом сюжете ёкаи появляются не во плоти, а только в качестве легенд, которые служат для объяснения мотивов персонажей-преступников. Например, убумэ в романе «Лето Убумэ» вводится как часть фольклора о призраках женщин, умерших при родах. Однако сама «убумэ» появляется в тексте только в самом конце.

## Цукимоно-отоси
Тюдзэндзи Акихико, также именуемый Кёгокудо, — главный герой произведений Кёгоку, в особенности соответствующей серии (京極堂). Он раскрывает преступления путём «снятия одержимости» с помощью техники под названием цукимоно-отоси. Этот термин пришел из оммёдо и обозначает экзорцизм ёкаев, демонов или призраков. Тюдзэндзи выполняет цукимоно-отоси в ходе рассказа, раскрывающего скрытые и подавляемые переживания персонажей, которые уподобляются определённому ёкаю. То, что при этом обычно раскрывается преступление, для Кёгокудо всего лишь незапланированный побочный эффект.

## Дизайн книг
Другой отличительной особенностью работ Нацухико является дизайн его книг: обложка, толщина и расположение текста. Как указано выше, он основал дизайнерскую компанию, и когда впоследствии стал писателем, то продолжал работать дизайнером. Поэтому он всегда непосредственно заботится об оформлении и переплете своих книг, а иногда разрабатывает дизайн книг других писателей.

### Обложка
Обложки книг Нацухико Кёгоку обычно отражают их темы. В серии Кёгокудо они изображают ёкаев, появляющихся в каждой отдельной истории. В версии Коданся Новелс данной серии используются иллюстрации, нарисованные Сиро Тацуми (辰巳四郎) и Аяко Исигуро (石黒亜矢子), а обложки версии Коданся Бунко, а также книг «Юдан», «Синэба ии нони» — это фотографии бумажных скульптур, изготовленных Рё Араи (荒井良).

### Толщина книг
Многие книги Кёгоку, в особенности серия Кёгокудо, отличаются от других японских романов своей длиной. Например, «Тессо но ори» (鉄鼠の檻) занимает 826 страниц, «Дзёрогумо но котовари» (絡新婦の理) — 829, роман в двух томах «Нуриботокэ но утагэ, Утагэ но ситаку» (塗仏の宴　宴の支度) и «Нуриботокэ но утагэ, Утагэ но симацу» (塗仏の宴　宴の始末) — это в целом 1248 страниц. Из-за толщины книги этого писателя шутливо называют «книгами-кирпичами» или «книгами-кубиками».

### Расположение текста
Текст в книгах Кёгоку подчиняется его собственным правилам. Во-первых, предложение никогда не разрывается на две страницы. Более того, каждый раз при подготовке новой версии издания писатель всегда заново корректирует дизайн в соответствии с этим принципом. Он объясняет это так: «Я дал читателям возможность остановиться, как только они этого захотят. Если предложение переходит с одной страницы на другую, то читатели, которым читать надоело, должны перевернуть страницу. На мой взгляд, это подло, потому что читать заставляет не интерес к истории, а физический фактор». Во-вторых, многие кандзи в его произведениях постоянно снабжены фонетическими подсказками. Кёгокудо часто использует устаревшие кандзи и атэдзи, чтобы передать в своих романах атмосферу времени. Однако подобные знаки нелегко читать даже самим японцам, поэтому указание каны наряду с кандзи крайне важно для их понимания. В-третьих, отдельные фразы акцентируются с помощью пустых строк до и после, отделяющих их от остального текста. Эта техника позволяет читателям почувствовать любопытную паузу перед значимыми предложениями. Таким образом, Кёгоку всегда задумывается о читательском восприятии и заботится не только о содержании книг, но и об их дизайне. Однако это не распространяется на английские переводы его книг.